# Mårten Gabriel Stenius

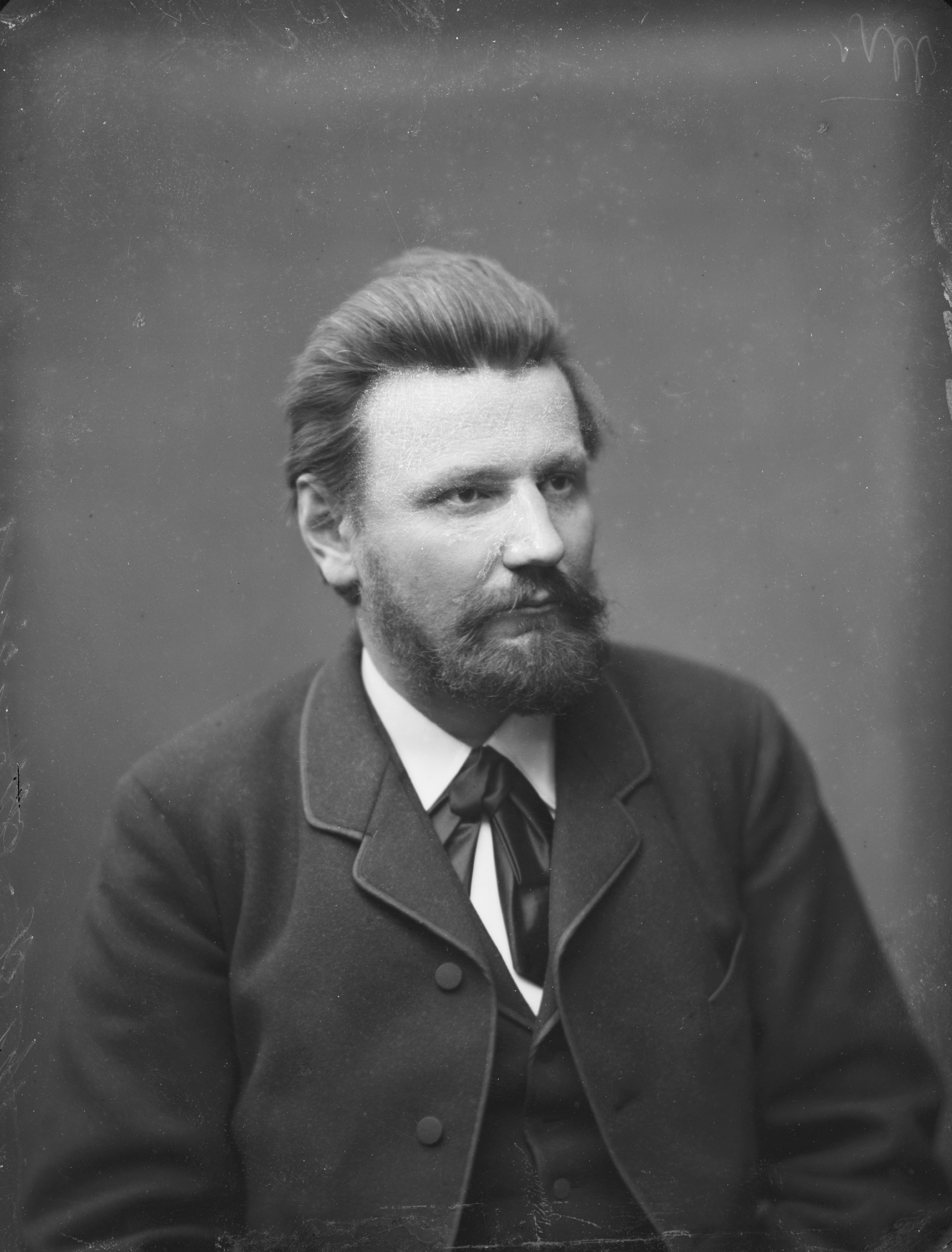
M.G. Stenius år 1883.

Mårten Gabriel Stenius, född 11 maj 1844 i Helsinge, död 22 april 1906 i Hoplax, Helsinge kommun, var en finländsk trädgårdsmästare och entreprenör. 
M.G. Stenius var Finlands första professionellt utbildade handelsträdgårdsmästare, med studier i Tyskland och Danmark bakom sig. I Villa Alkärr i Helsingfors inrättade han landets största handelsträdgård 1873, och 1879 öppnade han landets första blomsterhandel. Han köpte 1886 Backas gård, där han byggde upp en trädgård med växthus och sålde villatomter. Då järnvägen var dragen genom hans marker var kommunikationerna utmärkta; han beställde en stadsplan av Lars Sonck för en villastad på området, vilket blev grunden till Haga köping. År 1895 ombildades företaget till Ab M.G. Stenius, som köpte mark i Munksnäs med omgivningar och lade grunden till Munksnäs samhälle som planerades av Eliel Saarinen. Ab M.G. Stenius kom att bli pionjärer också inom spårvägstrafiken, då bolaget 1914 lät bygga spårvägslinjer till Munksnäs och Haga. Företaget spekulerade i jordegendomar och upplöstes först 1947, sedan Helsingfors stad köpt upp stora markområden och inkorporerat Hoplax köping med dem.